# Bársonyatka-alakúak
A  bársonyatka-alakúak (Trombidiformes) a pókszabásúak (Arachnida) osztályába és az atkák (Acari) alosztályába tartozó rend.

## Megjelenésük, felépítésük
Egy pár lélegzőnyílásuk a test két oldalán vagy a szívókészülék tövében található. A légzőcső (peritrema) hat kamrára osztott. Általában egy pár stigmájuk van a gnathoszóma közelében, de ez időnként hiányzik. Palpusaik többnyire szabadok, jól fejlettek:
- csipesz formájú fogókészülékek vagy
- érzékelő szervek.

Cheliceráik többnyire szúró szervvé módosultak; egyes primitívebb, a ragadozó 
életmódnál megrekedt családokban a zsákmány megragadására alkalmasak. Anális szívókészülékük nincs.